# Membrana ceramica
Le membrane ceramiche sono costituite da materiali inorganici (quali allumina, ossidi di titanio, ossidi di zinco o alcuni composti vetrosi) e sono utilizzate nelle separazioni a membrana. Contrariamente alle membrane polimeriche, possono essere utilizzate in ambienti aggressivi (acidi, solventi "forti"). Inoltre le membrane ceramiche possiedono un'eccellente stabilità termica che le rende utilizzabili nelle separazioni ad alta temperatura.